# Penins
Els Penins són una serralada que s'eleva entre el nord d'Anglaterra i el sud d'Escòcia. Els Penins separen el nord-oest d'Anglaterra de Yorkshire i el nord-est.
Es diu sovint que són l'espina dorsal d'Anglaterra, formen una cadena muntanyosa ininterrompuda que s'estén des del Peak District, a Derbyshire, a través de les valls de Yorkshire, al voltant de les vores nord i est de Manchester, els West Pennine Moors de Lancashire i els Cumbria Fells fins als turons dels Cheviots a la frontera anglo-escocesa.
Tot i que això és una definició general, els turons de Cheviot no són estrictament part dels Penins, separats per la bretxa del Tyne i el Sill Whine, que corren al llarg de la A69 i el Mur d'Adrià. Això no obstant, gràcies a la Pennine Way (Camí dels Penins), ruta que els creua, sovint són tractats com a tals. A la inversa, comunament es diu que l'extrem sud dels Penins es troba en algun lloc al High Peak, al comtat de Derbyshire, també Edale (l'inici de la Pennine Way), però en realitat els Penins s'estenen cap al sud a Staffordshire i Cheshire, com es pot veure mirant en un mapa en relleu. L'extrem sud dels Penins és en realitat a la zona de Stoke-on-Trent, 64 km al sud d'Edale.
És una important zona de captació d'aigua amb nombrosos embassaments en els fluxos del cap de les valls dels rius principals. La regió és considerada com una de les zones més escèniques del Regne Unit. El Penins del Nord han estat declarats com a zona d'excepcional bellesa natural (AONB) com Nidderdale, mentre que parts dels Penins s'incorporen al Parc Nacional del Peak District, el Parc Nacional dels Yorkshire Dales i el Parc Nacional de Northumberland.
El primer sender de llarga distància de la Gran Bretanya, el Pennine Way, recorre tota la longitud de la cadena dels Penins i és de 429 quilòmetres de llargada.